# Christophe Leroscouet
Christophe Leroscouet, né le 8 avril 1971 à Évreux, est un coureur cycliste français, professionnel en 1994 et 1995 au sein de l'équipe Aubervilliers '93.

## Palmarès
- 1991
  - Grand Prix de Châteaudun
  - Paris-Barentin
- 1992
  - 7e étape du Ruban granitier breton
  - 2e de Paris-Ézy
  - 3e de la Ronde du Canigou
- 1993
  - Grand Prix de Luneray
  - 2e du Grand Prix de La Londe-les-Maures
  - 2e de Paris-Lisieux
  - 3e du Tour du Loir-et-Cher
  - 7e du championnat du monde sur route amateurs
- 1994
  - 2e de l'Étoile de Bessèges
  - 2e de Cholet-Pays de Loire
- 1995
  - 2e étape du Tour du Vaucluse
  - 3e d'À travers le Morbihan
- 1996
  - Ronde du Cognac
  - Circuit de Vendée
  - 1re étape du Circuit de Saône-et-Loire
  - Boucles de l'Austreberthe
  - Grand Prix de la Tomate
  - 2e du Circuit de Saône-et-Loire
  - 3e de la Côte picarde
  - 3e du Grand Prix de Lys-lez-Lannoy
- 1997
  - Circuit de Vendée
  - Grand Prix de Saint-Hilaire-du-Harcouët
  - 3e étape du Circuit berrichon
  - 8e étape du Ruban granitier breton
  - 2e de Nantes-Segré
  - 3e de la Côte picarde
  - 3e des Boucles de l'Austreberthe